# Lista över fornlämningar i Eslövs kommun
Lista över fornlämningar i Eslövs kommun är en förteckning av ett urval av de fornlämningar som finns i Eslövs kommun.

## Billinge
| Namn                        | Lämningstyp  | Tillkomsttid | Historisk indelning | Plats | Läge                 | ID-nr          | Bild                                 |
| --------------------------- | ------------ | ------------ | ------------------- | ----- | -------------------- | -------------- | ------------------------------------ |
| Billinge 62:1               | Stensättning |              | Billinge, Skåne     |       | 55.940515, 13.302005 | 10118500620001 | Ladda upp en bild av detta fornminne |
| Billinge 74:1               | Gravfält     |              | Billinge, Skåne     |       | 55.953010, 13.308667 | 10118500740001 | Ladda upp en bild av detta fornminne |
| Billinge 75:1               | Stenkrets    |              | Billinge, Skåne     |       | 55.950899, 13.309517 | 10118500750001 | Ladda upp en bild av detta fornminne |
| Galgabacken (Billinge 94:1) | Gravfält     |              | Billinge, Skåne     |       | 55.953487, 13.348247 | 10118500940001 | Ladda upp en bild av detta fornminne |
| Billinge 114:1              | Stensättning |              | Billinge, Skåne     |       | 55.949995, 13.310101 | 10118501140001 | Ladda upp en bild av detta fornminne |

## Borlunda
| Namn          | Lämningstyp  | Tillkomsttid | Historisk indelning | Plats | Läge                 | ID-nr          | Bild                                 |
| ------------- | ------------ | ------------ | ------------------- | ----- | -------------------- | -------------- | ------------------------------------ |
| Borlunda 22:1 | Hällristning |              | Borlunda, Skåne     |       | 55.831461, 13.338605 | 10119500220001 | Ladda upp en bild av detta fornminne |

## Bosarp
| Namn         | Lämningstyp  | Tillkomsttid | Historisk indelning | Plats | Läge                 | ID-nr          | Bild                                 |
| ------------ | ------------ | ------------ | ------------------- | ----- | -------------------- | -------------- | ------------------------------------ |
| Bosarp 1:1   | Kyrka/kapell |              | Bosarp, Skåne       |       | 55.884200, 13.318756 | 10119700010001 | Ladda upp en bild av detta fornminne |
| Billinge 1:1 | Röse         |              | Bosarp, Skåne       |       | 55.941082, 13.340751 | 10118500010001 | Ladda upp en bild av detta fornminne |

## Eslöv
| Namn                               | Lämningstyp  | Tillkomsttid | Historisk indelning | Plats | Läge                 | ID-nr          | Bild                                      |
| ---------------------------------- | ------------ | ------------ | ------------------- | ----- | -------------------- | -------------- | ----------------------------------------- |
| Örtofta 3:1                        | Hög          |              | Eslöv, Skåne        |       | 55.806786, 13.244082 | 10142000030001 | Ladda upp en till bild av detta fornminne |
| Västra Sallerup 20:1               | Stensättning |              | Eslöv, Skåne        |       | 55.824153, 13.317632 | 10304300200001 | Ladda upp en bild av detta fornminne      |
| Västra Sallerup 21:1               | Hällristning |              | Eslöv, Skåne        |       | 55.831634, 13.312365 | 10304300210001 | Ladda upp en bild av detta fornminne      |
| Abullahagen (Västra Sallerup 24:1) | Gravfält     |              | Eslöv, Skåne        |       | 55.825352, 13.321590 | 10304300240001 | Ladda upp en bild av detta fornminne      |
| Kiörne hög. (Västra Sallerup 57:1) | Hög          |              | Eslöv, Skåne        |       | 55.812795, 13.262618 | 10304300570001 | Ladda upp en bild av detta fornminne      |
| Lödhög (Västra Sallerup 58:1)      | Hög          |              | Eslöv, Skåne        |       | 55.851298, 13.310978 | 10304300580001 | Ladda upp en bild av detta fornminne      |
| Ormhög (Västra Sallerup 62:1)      | Hög          |              | Eslöv, Skåne        |       | 55.812187, 13.251041 | 10304300620001 | Ladda upp en bild av detta fornminne      |

## Gårdstånga
| Namn                      | Lämningstyp  | Tillkomsttid | Historisk indelning | Plats | Läge                 | ID-nr          | Bild                                      |
| ------------------------- | ------------ | ------------ | ------------------- | ----- | -------------------- | -------------- | ----------------------------------------- |
| Utshög (Gårdstånga 4:1)   | Hög          |              | Gårdstånga, Skåne   |       | 55.765620, 13.302562 | 10123800040001 | Ladda upp en till bild av detta fornminne |
| Killehög (Gårdstånga 5:1) | Hög          |              | Gårdstånga, Skåne   |       | 55.764668, 13.306559 | 10123800050001 | Ladda upp en till bild av detta fornminne |
| Gårdstånga 19:1           | Hög          |              | Gårdstånga, Skåne   |       | 55.777235, 13.383994 | 10123800190001 | Ladda upp en bild av detta fornminne      |
| Gårdstånga 28:1           | Hög          |              | Gårdstånga, Skåne   |       | 55.769188, 13.328109 | 10123800280001 | Ladda upp en bild av detta fornminne      |
| Gårdstånga 29:1           | Hög          |              | Gårdstånga, Skåne   |       | 55.759206, 13.338580 | 10123800290001 | Ladda upp en bild av detta fornminne      |
| Gårdstånga 30:1           | Hög          |              | Gårdstånga, Skåne   |       | 55.759743, 13.336672 | 10123800300001 | Ladda upp en bild av detta fornminne      |
| Gårdstånga 31:1           | Hög          |              | Gårdstånga, Skåne   |       | 55.775371, 13.333411 | 10123800310001 | Ladda upp en bild av detta fornminne      |
| Gårdstånga 33:1           | Hög          |              | Gårdstånga, Skåne   |       | 55.776017, 13.338446 | 10123800330001 | Ladda upp en bild av detta fornminne      |
| Gårdstånga 42:1           | Hög          |              | Gårdstånga, Skåne   |       | 55.779502, 13.302059 | 10123800420001 | Ladda upp en bild av detta fornminne      |
| Gårdstånga 43:1           | Hög          |              | Gårdstånga, Skåne   |       | 55.783765, 13.279139 | 10123800430001 | Ladda upp en bild av detta fornminne      |
| Gårdstånga 44:1           | Hög          |              | Gårdstånga, Skåne   |       | 55.773415, 13.314042 | 10123800440001 | Ladda upp en bild av detta fornminne      |
| Gårdstånga 45:1           | Stensättning |              | Gårdstånga, Skåne   |       | 55.783457, 13.289076 | 10123800450001 | Ladda upp en bild av detta fornminne      |
| Gårdstånga 47:1           | Hög          |              | Gårdstånga, Skåne   |       | 55.776983, 13.317781 | 10123800470001 | Ladda upp en bild av detta fornminne      |
| Gårdstånga 48:1           | Hög          |              | Gårdstånga, Skåne   |       | 55.782248, 13.278329 | 10123800480001 | Ladda upp en bild av detta fornminne      |

## Hammarlunda
| Namn             | Lämningstyp  | Tillkomsttid | Historisk indelning | Plats | Läge                 | ID-nr          | Bild                                 |
| ---------------- | ------------ | ------------ | ------------------- | ----- | -------------------- | -------------- | ------------------------------------ |
| Hammarlunda 10:1 | Stensättning |              | Hammarlunda, Skåne  |       | 55.747363, 13.438397 | 10124500100001 | Ladda upp en bild av detta fornminne |

## Harlösa
| Namn                       | Lämningstyp  | Tillkomsttid | Historisk indelning | Plats | Läge                 | ID-nr          | Bild                                 |
| -------------------------- | ------------ | ------------ | ------------------- | ----- | -------------------- | -------------- | ------------------------------------ |
| Harlösa 16:1               | Stensättning |              | Harlösa, Skåne      |       | 55.739737, 13.561420 | 10124800160001 | Ladda upp en bild av detta fornminne |
| Greveskalle (Harlösa 20:1) | Hög          |              | Harlösa, Skåne      |       | 55.718303, 13.574365 | 10124800200001 | Ladda upp en bild av detta fornminne |
| Harlösa 25:1               | Gravfält     |              | Harlösa, Skåne      |       | 55.739380, 13.550496 | 10124800250001 | Ladda upp en bild av detta fornminne |
| Harlösa 38:1               | Hög          |              | Harlösa, Skåne      |       | 55.718606, 13.530888 | 10124800380001 | Ladda upp en bild av detta fornminne |
| Harlösa 142:1              | Hög          |              | Harlösa, Skåne      |       | 55.720193, 13.520825 | 10124801420001 | Ladda upp en bild av detta fornminne |

## Holmby
| Namn                                     | Lämningstyp | Tillkomsttid | Historisk indelning | Plats        | Läge                 | ID-nr          | Bild                                      |
| ---------------------------------------- | ----------- | ------------ | ------------------- | ------------ | -------------------- | -------------- | ----------------------------------------- |
| Gårdstångastenen 1 / DR 329 (Holmby 1:1) | Runristning |              | Holmby, Skåne       | Flyinge      | 55.753204, 13.359198 | 10125500010001 | Ladda upp en till bild av detta fornminne |
| Röllebacka (Holmby 1:2)                  | Hög         |              | Holmby, Skåne       |              | 55.753294, 13.359193 | 10125500010002 | Ladda upp en bild av detta fornminne      |
| Holmbystenen / DR 328 (Holmby 10:1)      | Runristning |              | Holmby, Skåne       | Holmby kyrka | 55.746984, 13.400322 | 10125500100001 | Ladda upp en till bild av detta fornminne |
| Hollmarne hög (Holmby 39:1)              | Hög         |              | Holmby, Skåne       |              | 55.753620, 13.348562 | 10125500390001 | Ladda upp en bild av detta fornminne      |

## Remmarlöv
| Namn                           | Lämningstyp      | Tillkomsttid | Historisk indelning | Plats | Läge                 | ID-nr          | Bild                                 |
| ------------------------------ | ---------------- | ------------ | ------------------- | ----- | -------------------- | -------------- | ------------------------------------ |
| Svartingshögen (Remmarlöv 1:1) | Hög              |              | Remmarlöv, Skåne    |       | 55.838116, 13.213766 | 10132200010001 | Ladda upp en bild av detta fornminne |
| Bågnhög (Remmarlöv 3:1)        | Hög              |              | Remmarlöv, Skåne    |       | 55.841738, 13.249208 | 10132200030001 | Ladda upp en bild av detta fornminne |
| Remmarlöv 8:1                  | Begravningsplats |              | Remmarlöv, Skåne    |       | 55.838953, 13.243352 | 10132200080001 | Ladda upp en bild av detta fornminne |

## Reslöv
| Namn                | Lämningstyp  | Tillkomsttid | Historisk indelning | Plats | Läge                 | ID-nr          | Bild                                 |
| ------------------- | ------------ | ------------ | ------------------- | ----- | -------------------- | -------------- | ------------------------------------ |
| Simhög (Reslöv 2:1) | Hög          |              | Reslöv, Skåne       |       | 55.879546, 13.148573 | 10132300020001 | Ladda upp en bild av detta fornminne |
| Reslöv 11:1         | Hällristning |              | Reslöv, Skåne       |       | 55.850784, 13.185485 | 10132300110001 | Ladda upp en bild av detta fornminne |
| Reslöv 32:1         | Hällristning |              | Reslöv, Skåne       |       | 55.854558, 13.213324 | 10132300320001 | Ladda upp en bild av detta fornminne |

## Skarhult
| Namn          | Lämningstyp | Tillkomsttid | Historisk indelning | Plats | Läge                 | ID-nr          | Bild                                 |
| ------------- | ----------- | ------------ | ------------------- | ----- | -------------------- | -------------- | ------------------------------------ |
| Skarhult 14:1 | Hög         |              | Skarhult, Skåne     |       | 55.807991, 13.381444 | 10133800140001 | Ladda upp en bild av detta fornminne |
| Skarhult 15:1 | Hög         |              | Skarhult, Skåne     |       | 55.806146, 13.386011 | 10133800150001 | Ladda upp en bild av detta fornminne |
| Skarhult 16:1 | Hög         |              | Skarhult, Skåne     |       | 55.809292, 13.389149 | 10133800160001 | Ladda upp en bild av detta fornminne |
| Skarhult 16:2 | Hög         |              | Skarhult, Skåne     |       | 55.808998, 13.388056 | 10133800160002 | Ladda upp en bild av detta fornminne |
| Skarhult 17:1 | Hög         |              | Skarhult, Skåne     |       | 55.810552, 13.387678 | 10133800170001 | Ladda upp en bild av detta fornminne |

## Skeglinge
| Namn                                | Lämningstyp      | Tillkomsttid | Historisk indelning | Plats | Läge                 | ID-nr          | Bild                                      |
| ----------------------------------- | ---------------- | ------------ | ------------------- | ----- | -------------------- | -------------- | ----------------------------------------- |
| Skeglinge kyrkoruin (Skeglinge 1:1) | Begravningsplats |              | Skeglinge, Skåne    |       | 55.790456, 13.322943 | 10133900010001 | Ladda upp en till bild av detta fornminne |
| Skeglinge 2:1                       | Hög              |              | Skeglinge, Skåne    |       | 55.786878, 13.308771 | 10133900020001 | Ladda upp en till bild av detta fornminne |
| Skeglinge 3:1                       | Hög              |              | Skeglinge, Skåne    |       | 55.784600, 13.309423 | 10133900030001 | Ladda upp en till bild av detta fornminne |
| Skeglinge 11:1                      | Hög              |              | Skeglinge, Skåne    |       | 55.781750, 13.315477 | 10133900110001 | Ladda upp en bild av detta fornminne      |
| Skeglinge 12:1                      | Hög              |              | Skeglinge, Skåne    |       | 55.781954, 13.317028 | 10133900120001 | Ladda upp en bild av detta fornminne      |
| Munkhögarna (Skeglinge 13:1)        | Hög              |              | Skeglinge, Skåne    |       | 55.781484, 13.321871 | 10133900130001 | Ladda upp en bild av detta fornminne      |
| Munkhögarna (Skeglinge 13:2)        | Hög              |              | Skeglinge, Skåne    |       | 55.781856, 13.322071 | 10133900130002 | Ladda upp en bild av detta fornminne      |
| Munkhögarna (Skeglinge 13:3)        | Hög              |              | Skeglinge, Skåne    |       | 55.780993, 13.322062 | 10133900130003 | Ladda upp en bild av detta fornminne      |
| Munkhögarna (Skeglinge 13:4)        | Hög              |              | Skeglinge, Skåne    |       | 55.780977, 13.322557 | 10133900130004 | Ladda upp en bild av detta fornminne      |
| Munkhögarna (Skeglinge 13:5)        | Hög              |              | Skeglinge, Skåne    |       | 55.780590, 13.322097 | 10133900130005 | Ladda upp en bild av detta fornminne      |
| Munkhögarna (Skeglinge 13:6)        | Hög              |              | Skeglinge, Skåne    |       | 55.780175, 13.322449 | 10133900130006 | Ladda upp en bild av detta fornminne      |
| Påskahög (Skeglinge 15:1)           | Hög              |              | Skeglinge, Skåne    |       | 55.789314, 13.318144 | 10133900150001 | Ladda upp en bild av detta fornminne      |
| Skeglinge 16:1                      | Hög              |              | Skeglinge, Skåne    |       | 55.783909, 13.299315 | 10133900160001 | Ladda upp en bild av detta fornminne      |

## Stehag
| Namn                         | Lämningstyp                 | Tillkomsttid     | Historisk indelning | Plats            | Läge                 | ID-nr          | Bild                                      |
| ---------------------------- | --------------------------- | ---------------- | ------------------- | ---------------- | -------------------- | -------------- | ----------------------------------------- |
| Hasslebrostenen (Stehag 2:1) | Runristning                 | 1800-talets mitt | Stehag, Skåne       | Rönneholms slott | 55.938919, 13.389813 | 10134700020001 | Ladda upp en till bild av detta fornminne |
| Guldkullen (Stehag 4:1)      | Gravfält                    |                  | Stehag, Skåne       |                  | 55.902517, 13.382108 | 10134700040001 | Ladda upp en bild av detta fornminne      |
| Stehag 10:1                  | Gravfält                    |                  | Stehag, Skåne       |                  | 55.903545, 13.380208 | 10134700100001 | Ladda upp en bild av detta fornminne      |
| Thulebacken (Stehag 16:1)    | Gravfält                    |                  | Stehag, Skåne       |                  | 55.898185, 13.399932 | 10134700160001 | Ladda upp en bild av detta fornminne      |
| Stehag 17:1                  | Gravfält                    |                  | Stehag, Skåne       |                  | 55.897454, 13.397853 | 10134700170001 | Ladda upp en bild av detta fornminne      |
| Stehag 18:1                  | Grav markerad av sten/block |                  | Stehag, Skåne       |                  | 55.897387, 13.399674 | 10134700180001 | Ladda upp en bild av detta fornminne      |
| Stehag 23:1                  | Gravfält                    |                  | Stehag, Skåne       |                  | 55.919201, 13.348631 | 10134700230001 | Ladda upp en bild av detta fornminne      |
| Stehag 23:2                  | Stensättning                |                  | Stehag, Skåne       |                  | 55.919270, 13.347550 | 10134700230002 | Ladda upp en bild av detta fornminne      |
| Stehag 23:3                  | Gravfält                    |                  | Stehag, Skåne       |                  | 55.919469, 13.346485 | 10134700230003 | Ladda upp en bild av detta fornminne      |
| Borgen (Stehag 38:1)         | Borg                        |                  | Stehag, Skåne       |                  | 55.935265, 13.396148 | 10134700380001 | Ladda upp en bild av detta fornminne      |
| Stehag 69:1                  | Hällristning                |                  | Stehag, Skåne       |                  | 55.896095, 13.432048 | 10134700690001 | Ladda upp en bild av detta fornminne      |

## Trollenäs
| Namn                       | Lämningstyp      | Tillkomsttid | Historisk indelning | Plats | Läge                 | ID-nr          | Bild                                 |
| -------------------------- | ---------------- | ------------ | ------------------- | ----- | -------------------- | -------------- | ------------------------------------ |
| Trollenäs 3:1              | Begravningsplats |              | Trollenäs, Skåne    |       | 55.859707, 13.256871 | 10138100030001 | Ladda upp en bild av detta fornminne |
| Trollhögen (Trollenäs 8:1) | Hög              |              | Trollenäs, Skåne    |       | 55.866830, 13.245294 | 10138100080001 | Ladda upp en bild av detta fornminne |
| Kiedehög (Trollenäs 19:1)  | Hög              |              | Trollenäs, Skåne    |       | 55.849609, 13.266660 | 10138100190001 | Ladda upp en bild av detta fornminne |
| Kiedehög (Trollenäs 19:2)  | Hög              |              | Trollenäs, Skåne    |       | 55.849803, 13.266929 | 10138100190002 | Ladda upp en bild av detta fornminne |
| Näs kyrka (Trollenäs 26:1) | Begravningsplats |              | Trollenäs, Skåne    |       | 55.865567, 13.245432 | 10138100260001 | Ladda upp en bild av detta fornminne |

## Västra Strö
| Namn                                                                      | Lämningstyp                 | Tillkomsttid | Historisk indelning | Plats       | Läge                 | ID-nr          | Bild                                      |
| ------------------------------------------------------------------------- | --------------------------- | ------------ | ------------------- | ----------- | -------------------- | -------------- | ----------------------------------------- |
| Västra Strö 1:1                                                           | Begravningsplats            |              | Västra Strö, Skåne  |             | 55.877463, 13.246543 | 10140900010001 | Ladda upp en bild av detta fornminne      |
| Tullehögen, Tullestenarna (Västra Strö 2:1)                               | Hög                         |              | Västra Strö, Skåne  |             | 55.875925, 13.242927 | 10140900020001 | Ladda upp en till bild av detta fornminne |
| Tullehögen, Tullestenarna (Västra Strö 2:2)                               | Grav markerad av sten/block |              | Västra Strö, Skåne  |             | 55.876014, 13.243010 | 10140900020002 | Ladda upp en till bild av detta fornminne |
| Tullehögen, Tullestenarna, Västra Ströstenen 2 / DR 335 (Västra Strö 2:3) | Runristning                 |              | Västra Strö, Skåne  | Västra Strö | 55.875975, 13.243084 | 10140900020003 | Ladda upp en till bild av detta fornminne |
| Tullehögen, Tullestenarna, Västra Ströstenen 1 / DR 335 (Västra Strö 2:4) | Runristning                 |              | Västra Strö, Skåne  | Västra Strö | 55.875958, 13.243046 | 10140900020004 | Ladda upp en till bild av detta fornminne |
| Tullehögen, Tullestenarna (Västra Strö 2:5)                               | Grav markerad av sten/block |              | Västra Strö, Skåne  |             | 55.875872, 13.242697 | 10140900020005 | Ladda upp en bild av detta fornminne      |
| Tullehögen, Tullestenarna (Västra Strö 2:6)                               | Hög                         |              | Västra Strö, Skåne  |             | 55.875847, 13.242645 | 10140900020006 | Ladda upp en till bild av detta fornminne |
| Tullehögen, Tullestenarna (Västra Strö 2:7)                               | Grav markerad av sten/block |              | Västra Strö, Skåne  |             | 55.875870, 13.242613 | 10140900020007 | Ladda upp en till bild av detta fornminne |
| Tullehögen, Tullestenarna (Västra Strö 2:8)                               | Grav markerad av sten/block |              | Västra Strö, Skåne  |             | 55.875829, 13.242595 | 10140900020008 | Ladda upp en till bild av detta fornminne |
| Tullehögen, Tullestenarna (Västra Strö 2:9)                               | Grav markerad av sten/block |              | Västra Strö, Skåne  |             | 55.875819, 13.242676 | 10140900020009 | Ladda upp en till bild av detta fornminne |
| Västra Strö 41:1                                                          | Hög                         |              | Västra Strö, Skåne  |             | 55.898364, 13.253612 | 10140900410001 | Ladda upp en bild av detta fornminne      |
| Västra Strö 47:2                                                          | Hög                         |              | Västra Strö, Skåne  |             | 55.883419, 13.230383 | 10140900470002 | Ladda upp en bild av detta fornminne      |

## Örtofta
| Namn                         | Lämningstyp    | Tillkomsttid | Historisk indelning | Plats | Läge                 | ID-nr          | Bild                                      |
| ---------------------------- | -------------- | ------------ | ------------------- | ----- | -------------------- | -------------- | ----------------------------------------- |
| Örtofta 1:1                  | Hög            |              | Örtofta, Skåne      |       | 55.813271, 13.236243 | 10142000010001 | Ladda upp en bild av detta fornminne      |
| Örtofta 2:1                  | Hög            |              | Örtofta, Skåne      |       | 55.806814, 13.239159 | 10142000020001 | Ladda upp en till bild av detta fornminne |
| Örtofta 4:1                  | Hög            |              | Örtofta, Skåne      |       | 55.804195, 13.243145 | 10142000040001 | Ladda upp en bild av detta fornminne      |
| Örtofta 5:1                  | Hög            |              | Örtofta, Skåne      |       | 55.802559, 13.233579 | 10142000050001 | Ladda upp en till bild av detta fornminne |
| Örtofta 5:2                  | Hög            |              | Örtofta, Skåne      |       | 55.802790, 13.233435 | 10142000050002 | Ladda upp en till bild av detta fornminne |
| Örtofta kulle (Örtofta 7:1)  | Hög            |              | Örtofta, Skåne      |       | 55.786723, 13.242886 | 10142000070001 | Ladda upp en till bild av detta fornminne |
| Örtofta skans (Örtofta 45:1) | Fästning/skans |              | Örtofta, Skåne      |       | 55.786850, 13.242971 | 10142000450001 | Ladda upp en bild av detta fornminne      |

## Östra Karaby
| Namn                          | Lämningstyp | Tillkomsttid | Historisk indelning | Plats | Läge                 | ID-nr          | Bild                                 |
| ----------------------------- | ----------- | ------------ | ------------------- | ----- | -------------------- | -------------- | ------------------------------------ |
| Östra Karaby 27:1             | Hög         |              | Östra Karaby, Skåne |       | 55.876417, 13.188130 | 10142200270001 | Ladda upp en bild av detta fornminne |
| Ljung hög (Östra Karaby 30:1) | Hög         |              | Östra Karaby, Skåne |       | 55.873301, 13.186592 | 10142200300001 | Ladda upp en bild av detta fornminne |
| Östra Karaby 31:1             | Hög         |              | Östra Karaby, Skåne |       | 55.876862, 13.190855 | 10142200310001 | Ladda upp en bild av detta fornminne |